# Jean-Claude Verpilleux
Jean-Claude Verpilleux, né le 13 Floréal An VIII (2 mai 1798) à Rive-de-Gier et mort le 13 octobre 1875 à Saint-Martin-la-Plaine, est un industriel et inventeur français.

## Biographie

### Un mécanicien autodidacte
Avant de s'établir à Rive-de-Gier au cours du XVIIIe siècle, les ancêtres de Jean-Claude, laboureurs ou voyturiers vivaient à Saint-Romain-en-Jarez dans  le hameau qui porte encore leur nom. Son grand-père, venu travailler dans les mines, y meurt "étouffé dans une carrière de charbon". Son père Jean-Marie, était "crocheteur" au canal de Rive-de-Gier à Givors, il meurt épuisé par son travail à 38 ans, laissant une veuve, Jeanne Valuy et leurs quatre enfants, trois garçons et une fille.
Jean-Claude quitte alors l'école des Frères de Rive-de-Gier et, le 15 août 1810, il devient aide rouleur de bennes dans le puits de Montjoint. Il gagne alors 1 franc par jour et est embauché par M. Fleurdelix, un des plus importants exploitants de charbon du secteur. Son frère aîné, Jean-Baptiste est, lui, marqueur aux mines au Puits Saint-Mathieu au bas Reclus, aujourd'hui situé sur la commune de Lorette ;  il compte les bennes à la sortie et en estime la contenance. Jean-claude tient parfois le rôle très risqué du canonier ou pénitent : il devait s'avancer le premier dans la galerie pour détecter le grisou avant l'arrivée des mineurs. Très vite il s'est distingué pour son habileté dans le montage des machines à vapeur destinées à l'assèchement des galeries. Promu mécanicien chef  à seize ans, il assiste les ingénieurs anglais venus installer de nouvelles machines. En 1820, il apporte lui-même des modifications aux machines et se fait connaître aux alentours.
En 1825, son talent pour la mécanique lui permet une embauche à la Compagnie des Forges et Aciéries de Terrenoire, où il travaille pour les ateliers de fonderie de La Voulte-sur-Rhône jusqu'en 1832.

### Acteur de la Révolution industrielle
Vers 1836 Claude Verpilleux revient à Rive-de-Gier, attiré par les activités liées à la mise en service de la ligne de chemin de fer Saint-Étienne à Lyon. Il y rencontre Louise Delay, mère de 4 enfants et veuve depuis 1830 de Pierre Baldeyrou, fabricant d'enclumes et outillages alors associé à Laurent Lacombe. Après la dissolution de la société en 1834, Louise Delay achète avec Claude Verpilleux  le 16 novembre 1836  un emplacement à Egarande de la contenue d'environ 2 348 m2 à Camille Bethenod propriétaire du Château de Montbressieux situé aujourd'hui sur la commune de Saint-Joseph.

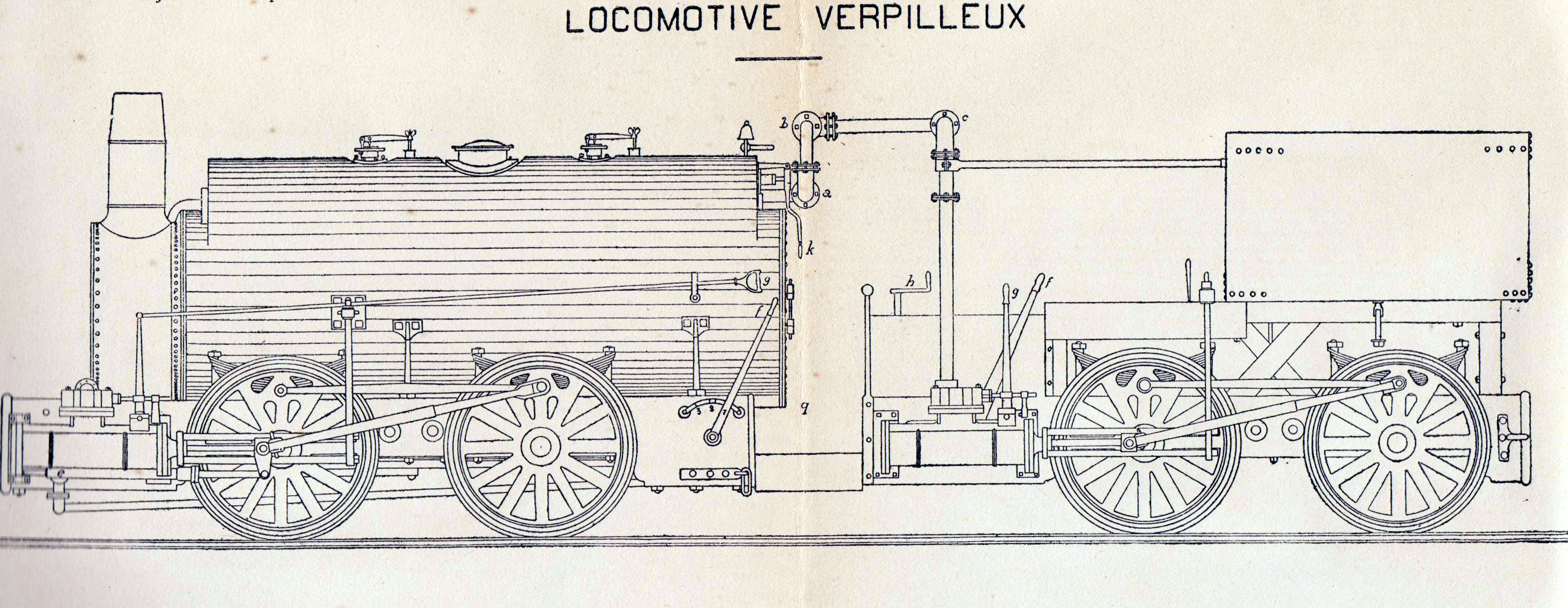
La locomotive de Verpilleux

De ces ateliers situés près de la nouvelle voie ferrée vont sortir les locomotives-tender appelées Le Gier, L'union, Le Furens et dont il construisit 9 exemplaires entre 1843 et 1854. Claude Verpilleux s'intéressa au problème rencontré par Marc Seguin et la Compagnie du chemin de fer de Saint-Étienne à Lyon, pour la remonte du chemin de fer entre Rive-de-Gier et Saint-Étienne. Sur cette portion de la ligne on était obligé d'utiliser les chevaux pour tirer les wagons car les locomotives étaient trop faibles. Verpilleux construisit en 1839 une locomotive spéciale dont le tender était réuni à la machine par un tuyau à genouillère, la vapeur agissant à la fois sur les roues de la locomotive et sur celle du tender, celui-ci devenait une seconde machine motrice

## Fonctions politiques
- Député à l'Assemblée nationale constituante (Seconde République) de 1848
- Maire de Rive-de-Gier en 1869 et 1874.

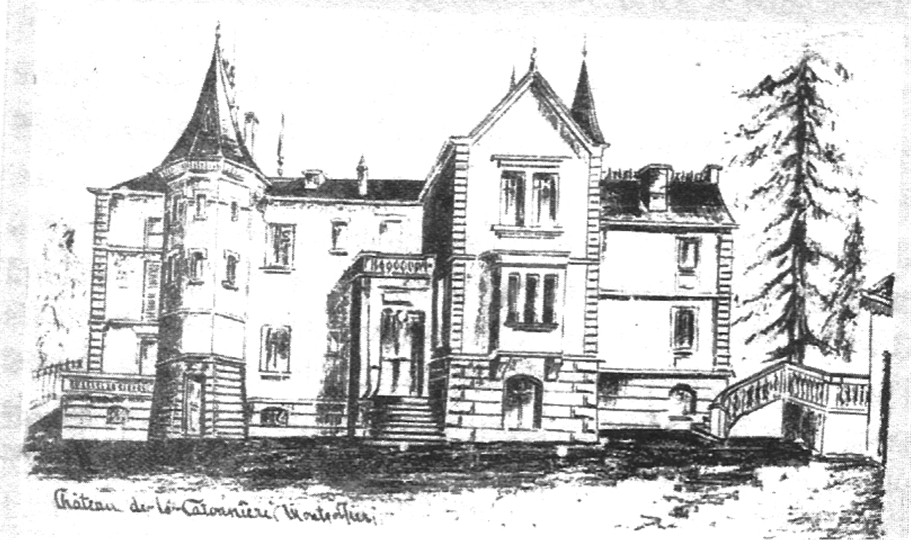
Le domaine de la Catonnière à Saint-Martin-la-Plaine, propriété de Jean-Claude Verpilleux, gravure de la fin du XIXe siècle

## Distinctions
- Chevalier de la Légion d'honneur en 1841
- Officier de la Légion d'honneur en 1874